# Jardin de la paix
Le jardin de la paix est un espace de mémoire et de réflexion conçu par des artistes et des paysagistes originaires des nations belligérantes de la Première Guerre mondiale et disposé sur le lieu des combats.

## Localisation
Les jardins de la paix sont situés en région Hauts-de-France, en Belgique et en région Grand Est.

## Historique
Les jardins de la paix sont conçus en 2018 pour le centenaire de la Première Guerre mondiale par l'association Art & Jardins Hauts-de-France et sont initialement situés en région Hauts-de-France. Ils sont ensuite étendus à la Belgique et à la région Grand Est.
D’après Gilbert Fillinger, directeur d’Art et Jardins Hauts-de-France « l’idée était de donner une pérennité aux commémorations du centenaire, autour de la question de la paix […] c’était important d’avoir, à côté des lieux de mémoire d’un événement extrêmement violent, un endroit où s’asseoir, où souffler, respirer, s’apaiser. Un jardin est un lieu où on peut se retirer pour penser. »,.
Un premier « Jardin de la paix » avait été imaginé à Riga en Lettonie dès 1872 et réalisé finalement en 1908. 

## Liste des jardins de la paix
En 2024, on compte 28 jardins de la paix, dont 22 réalisés et accessibles, où 22 nationalités y sont commémorées.

### Belgique
- Passchendaele : jardin de la paix français « Le jardin de 100 ans », réalisé en 2019 par Mathieu Gontier & Pierre David - Wagon Landscaping, proche du Mémorial Muséum Passchendaele 1917.

### France

#### Région Grand-Est
- Ban-de-Sapt : jardin de la paix français prévu en 2025, proche de la Nécropole nationale de La Fontenelle
- Metz : jardin de la paix russo-italien, prévu en 2025, proche de la nécropole nationale de Chambière.
- Montauville : jardin de la paix algérien, prévu en 2025, proche de la nécropole nationale du Pétant.
- Souain-Perthes-lès-Hurlus : jardin de la paix américain "Terres de promesses", réalisé en 2024 par Coralie Taupin & David Simonson (Simonson Landscape), proche du monument Aux Morts des Armées de Champagne.
- Vouziers : jardin de la paix tchèque et slovaque "Le Jardin du silence", réalisé en 2022 par SLLA Architects & Atelier Divo, proche du nécropole nationale de Chestres.
- Wattwiller : jardin de la paix franco-allemand, prévu en 2025, proche du Monument national du Hartmannswillerkopf.

#### Région Hauts-de-France
- Amiens : jardin de la paix australien "Le jardin des songes", réalisé en 2024 par ChartierDalix & JMDDesign, proche de la citadelle
- Arras : jardin de la paix écossais « La paix des sonneurs », réalisé en 2018 par Anna Rhodes & Melissa Orr, proche du cimetière militaire du Faubourg d’Amiens.
- Braine : jardin de la paix danois « Border Land », réalisé en 2022 par EVM Landskab & Thiirmann Have & Landskab, proche du cimetière militaire danois.
- Compiègne : jardin de la paix franco-allemand « Le jardin du troisième train », réalisé en 2018 par Marc Blume, Gilles Brusset & Francesca Liggieri, proche de la clairière de l'Armistice.
- Craonne, jardins situés proche du parking de l’Observatoire du circuit du Chemin des Dames :
  - jardin de la paix allemand « Cultiver la mémoire », réalisé en 2018 par Thilo Folkerts
  - jardin de la paix italien « 592 », réalisé en 2018 par Lorenza Bartolazzi, Luca Catalano & Claudia Clementini
  - jardin de la paix marocain « Jardin des Hespérides », réalisé en 2018 par Karim El Achak & Bernard Depoorter
- Flesquières : jardin de la paix franco-britannique « Do Not Take Peace For Granted », réalisé en 2021 par Sébastien Perret, Sandrine Verrando, James Hartley, Caroline Bellette-Gleize, Vivian Jolivet, proche du musée du Tank.
- Neuville-Saint-Vaast :
  - jardin de la paix tchèque et slovaque « La Marche de la Paix », réalisé en 2019 par Lenka Drevjaná, Zuzana Nemecková & Miroslava Staneková, proche de la nécropole nationale ;
  - jardin de la paix polonais « Le Jardin des bleuets », réalisé en 2020 par Aleksandra Gierko, proche du monument aux volontaires polonais.
- Notre-Dame-de-Lorette : jardin de la paix français « Promenade en sous-bois, lumières et transparences », réalisé en 2020 par Élise & Martin Hennebicque, proche de l’Anneau de la Mémoire.
- Noyelles-sur-Mer : jardin de la paix chinois, réalisé en 2024 par Tian Tian, Wang Di, Chu Junmin et Gouyou-Beauchamps Laurent, proche du cimetière chinois.
- Péronne : jardin de la paix irlandais et nord-irlandais « Le jardin d’Eutychia », réalisé en 2018 par Peter Donegan & Ian Price, dans les douves du château.
- Le Quesnoy :  
  - jardin de la paix néo-zélandais « Rangimarie », réalisé en 2018 par Xanthe White, dans les douves des fortifications Vauban. (Ce jardin est innaccessible actuellement, il a subi des inondations et des dégradations. La réflexion autour de sa restauration est actuellement en cours.)
  - jardin de la paix belge "À l’assaut du rempart", réalisé en 2018 par Thomas Van Eeckhout & Mathieu Allain, dans les douves des fortifications Vauban.
- Richebourg :
  - jardin de la paix portugais "Mesa", réalisé en 2022 par KWY.studio & BALDIOS
  - jardin de la paix indien, prévu en 2025
  - jardin de la paix britannique, prévu en 2025
- Thiepval, proche du mémorial de Thiepval :
  - jardin de la paix anglais « Pax Dryades », réalisé en 2018 par Helen & James Basson
  - jardin de la paix gallois « Trwy goetir yn ysgafn – À travers la forêt légère », réalisé en 2018 par Andrew Fisher Tomlin & Dan Bowyer
- Vimy : jardin de la paix canadien, réalisé en 2018 par le Collectif Escargo, proche du centre d’interprétation Canadian Memorial Park.